# ميرويم
ميرويم (メルエム, ميرويمو) هو أحد أهم شخصيات مسلسل الأنمي الشهير القناص من تأليف يوشيهيرو توغاشي ، وهو أقوى سليل لملكة نمل الكيميرا، وهو ملكهم أيضًا. وهو الخصم الرّئيسيّ في آرك نمل الكيميرا.

## خلفية
ميرويم هو السليل ما قبل الأخير الّذي أنجبته الملكة، وهو ملك نمل الكيميرا. وُلد قبل أوانه بحيث خرج قسرًا من جسد والدته. وحسب مجتمع نمل الكيميرا، فعند ولادة الملك، سيمتثل الحرس الملكيّون إلى أوامره وسيغادر مستعمرته ليجد مخلوقات متنوعة ليتزاوج معها ويخصّبها بهدف إنجاب الملكة التالية لنمل الكيميرا. بعد ولادته ببرهة، غادر ميرويم مستعمرته الأصلية في NGL مع حرسه الملكيّين ليبحث عن مكان يبدأ بناء مملكته. اسمه يعني ”النّور الّذي يُنير كلّ شيء“.

## الشخصية
إن ميرويم عبارة عن قائد قاس وعنيف. ونوايا الملكة في إنجاب سليل مثالي انعكست على عقلية ميرويم، فهم متغطرس تجاه الجميع. يتكلم بلغة بليغة ولديه صفات أكثر نقاء من باقي بني جنسه. يعتبر نفسه أعلى مرتبة من جميع المخلوقات الأخرى ولم يتأثّر أبدًا بكون أمّه تحتضر بعد أن أنجبته. كما أنّه عديم الرّحمة ويحب القتل وقد يأكل أيّ نملة كيميرا قد لا تظهر له الاحترام الكامل. ومع تطور الأحداث، أصبح ميرويم يكن الاحترام لـ كوموغي، وهي فتاة بشرية. وأصبح يهتم لأمرها مع الوقت. ومن حينها، بدأ ميرويم يشكّك في الاختلافات بين النمل والبشر. وهو يقاتل معتبرًا نفسه نصف بشري ونصف حشرة ، ويعتبر طبيعة العنف والبأس على أنّهما القوة الحقيقية.

## اقتباسات
- وُلدتُ كملكٍ لنمل الكيميرا، تُوّجتُ مفخرة للحياة. كلّ فرد من أبناء جنسك قد تطوّر فقط ليكون سببًا لأتواجد أنا. أنا نتاج خدمة الأجيال الّتي لن تتكرر. أنت مجرّد واحد من بين العديدين، ولستَ ملكًا. ومسألة فوزك مستحيلة بالطبع!! ما وصل له نمل الكيميرا من تطوّر... كان من أجلي أنا. والبشرية... بتنوّعها الفوضوي... وبتفرّها... لم تمتلك أيّ فرصة أمامي" — ميرويم